# Октябрьский (Вавожский район)
Октябрьский — деревня в Вавожском районе Удмуртии. Входит в состав Какможского сельского поселения.

## География
Деревня расположена на западе республики на расстоянии примерно в 10 километрах по прямой к северу от районного центра Вавожа.
Часовой пояс
Деревня Октябрьский как и вся Удмуртия, находится в часовой зоне МСК+1. Смещение применяемого времени относительно UTC составляет +4:00.

## Население
| 2010 | 2012 |
| ---- | ---- |
| 14   | ↘13  |

Национальный состав
Согласно результатам переписи 2002 года, в национальной структуре населения русские составляли 65 %, а удмурты 35 % из 17 чел..